# Pedroso de Acim
Pedroso de Acim (extremadurai nyelven El Pedrosu) település Spanyolországban, Cáceres tartományban. Pedroso de Acim Portezuelo, Torrejoncillo, Holguera és Cañaveral községekkel határos. Lakosainak száma 92 fő (2024).

## Népesség
A település népessége az elmúlt években az alábbi módon változott:
| Lakosok száma | 137  | 119  | 111  | 115  | 111  | 111  | 101  | 80   | 77   | 92   |
|               | 2001 | 2004 | 2006 | 2009 | 2011 | 2014 | 2016 | 2019 | 2021 | 2024 |